# Pothières
Pothières é uma comuna francesa na região administrativa da Borgonha-Franco-Condado, no departamento de Côte-d'Or. Estende-se por uma área de 17,86 km². Em 2010 a comuna tinha 209 habitantes (densidade: 11,7 hab./km²).